# CSM Corona Brașov
Le CSM Corona Brașov est un club omnisports basé à Brașov en Transylvanie, au centre de la Roumanie.
Il possède des sections de :
- escrime ;
- football : CSM Corona Brașov (football) (en) ;
- handball féminin : CSM Corona Brașov (handball) ;
- hockey sur glace : CSM Corona Brașov (hockey sur glace) ;
- natation ;
- patinage artistique ;
- patinage de vitesse ;
- ski alpin ;
- volley-ball féminin ;
- volley-ball masculin (Champion de Roumanie en 2024) ;
- water-polo.